# 605 Batalion Wschodni Wołga
605 Batalion Wschodni "Wołga" (niem. Ost-Kampf-Bataillon 605. "Volga", ros. 605-й восточный батальон "Волга") – oddział wojskowy Wehrmachtu złożony z Rosjan podczas II wojny światowej.

## Historia
Batalion został utworzony w lipcu 1942 r. przez Sonderstab "Knot". 30 września tego roku został przemianowany na 605 Ostbatalion "Wołga". Miał cztery kompanie. Na pocz. 1943 r. na jego czele stanął mjr Arsienij Diemski. Oddział uczestniczył w działaniach antypartyzanckich w okręgu witebskim. W listopadzie 1943 r. przeniesiono go w rejon Pas-de-Calais w okupowanej północnej Francji. Został podporządkowany niemieckiej 15 Armii. W grudniu przemianowano go na Ost-Pionier-Brücken-Bataillon 605., zaś w poł. lipca 1944 r. na Russische-Pionier-Brücken-Bataillon 605. W grudniu oddział trafił na poligon w Münsingen, gdzie wszedł w skład nowo formowanej 1 Dywizji Piechoty Sił Zbrojnych Komitetu Wyzwolenia Narodów Rosji.